# Bunoplus pachypalpis
Genre
Espèce
Bunoplus pachypalpis, unique représentant du genre Bunoplus, est une espèce d'opilions laniatores de la famille des Gonyleptidae.

## Distribution
Cette espèce est endémique du Brésil. Elle se rencontre dans les États de Rio de Janeiro et de São Paulo.

## Description
Le mâle syntype mesure 4 mm.

## Publication originale
- Roewer, 1927 : « Brasilianische Opilioniden, gesammelt von Herrn Prof. Bresslau in Jahre 1914. » Abhandlungen der Senckenbergischen Naturforschenden Gesellschaft, vol. 40, no 3, p. 333-352.